# Attentats d'Alfortville
Les attentats d'Alfortville ou les attentats à la bombe contre le mémorial du génocide arménien d'Alfortville sont des attaques terroristes dirigées par une équipe de Loups gris dont Abdullah Çatlı et commanditée par l'Organisation nationale turque du renseignement (services secrets turcs),,. Ils se sont produits le 3 mai 1984 et le 13 avril 2002, dans un quartier fortement peuplé d'Arméniens à Alfortville, Val-de-Marne en Île-de-France. 

## Première attaque
La cible choisie pour l'attaque est un mémorial consacré aux victimes du génocide arménien rue Étienne Dolet qui est inauguré le 24 avril 1984, jour du 69e anniversaire du génocide arménien. La presse turque dénonce le monument comme un « monument de haine »,. Environ une semaine après l'inauguration, trois bombes explosent, le 3 mai 1984, faisant treize blessés, dont deux graves,. Le monument, fait de pierre de khatchkar, est gravement endommagé par les explosions. Le maire d'Alfortville de l'époque, Joseph Franceschi, qui est également secrétaire d'État à la Sécurité publique, condamne l'attentat. Jean Poperen, qui est alors le secrétaire national du Parti socialiste de France, condamne également l'attaque et exprime sa solidarité avec les Arméniens de France . 
Une enquête est ouverte immédiatement après l'attaque. Il est ensuite rapporté par un journal que l'attaque a été menée par l'Organisation nationale turque du renseignement ou MİT. L'attentat du mémorial intervient après plusieurs attentats à la bombe contre des institutions et des monuments arméniens dans toute la France, comme l'attentat à la bombe contre le Centre culturel arménien d'Alfortville en 1983.

## Deuxième attaque
Une seconde attaque a lieu dans la soirée du 13 avril 2002 ; trois assaillants inconnus lancent trois cocktails molotov sur le monument, causant de graves dégâts. L'attaque se produit quelques jours avant le 87e anniversaire du génocide arménien. Une enquête est ouverte par la police municipale d'Alfortville mais les agresseurs n'ont jamais été arrêtés,,.